# Safia subvaria
Safia subvaria là một loài bướm đêm trong họ Noctuidae.